# Łuk brwiowy

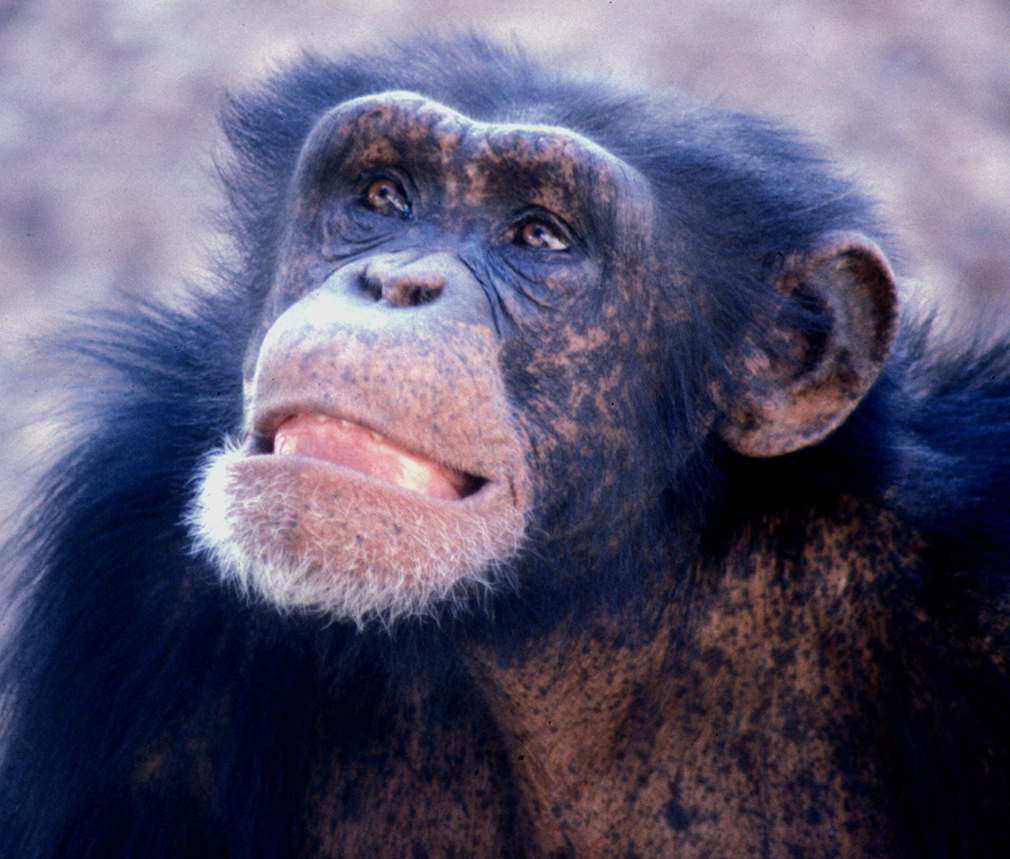
Wydatny łuk brwiowy szympansa

Łuk brwiowy (łac. arcus superciliaris) – struktura kostna tworzona przez kość czołową, poprzecznie biegnący wał położony nad oczodołem. W znaczeniu potocznym przez łuk brwiowy rozumie się skórę pokrywającą właściwy, kostny łuk brwiowy i do niej odnosi się uszkodzenia powstałe w wyniku urazu mechanicznego (np. u bokserów w trakcie walki). Jest to struktura stosunkowo łatwo ulegająca uszkodzeniu ze względu na niewielką grubość skóry w tym miejscu oraz leżący pod nią twardy i ostry brzeg oczodołu.